# Клеон (теократ Команы Понтийской)
Клеон (др.-греч. Κλέων) — теократ Команы Понтийской во второй половине I века до н. э.

## Биография
По свидетельству Страбона, Клеон родился в селении Гордиукома, позднее расширенном им в город и переименованном в Юлиополь. Владея «самым сильным укреплением» Каллидий, Клеон занимался разбоем у Малого Олимпа. Со своими людьми он совершал нападения на сборщиков Квинта Лабиена. По замечанию А. Г. Бокщанина, такая партизанская война стала одним из проявлений антипарфянских выступлений населения юго-западных областей Малой Азии. За это Клеон добился благосклонности Марка Антония и был им щедро вознаграждён. Однако во время Актийской войны Клеон перешёл на сторону Октавиана и «был осыпан почестями превыше заслуг». Клеон стал не только жрецом Зевса Абреттенского, но владел также частью Морены, области в Мисии. Под конец жизни, после 31 года до н. э., Клеон получил должность в Комане Понтийской, став теократом этой местности.
Пост теократа Команы Клеон занимал очень недолго, так как умер всего через месяц. Однако в течение этого непродолжительного времени в жизни храмово-гражданской общины произошли значительные изменения. Было разрешено ввозить и употреблять свинину на теменосе Кибелы и в городе, что ранее категорически не разрешалось. Поэтому Клеона объявили осквернителем святыни. Он умер от желудочной болезни, но молва приписала его смерть гневу божества. По замечанию С. Ю. Сапрыкина, Клеон мог намеренно соединить древний культ богини с её греческими аналогами, в том числе Деметрой и Афродитой, «в обряде которых свинья и кабан занимали большое место как символы плодородия земли». Эти животные использовались и при отправлении ритуалов в честь Зевса, Диониса, Аполлона. Как отметил российский учёный, об изменениях в религиозно-общественной жизни косвенно свидетельствует и нумизматический материал Команы этого времени — с изображениями Диониса, а также орла и треножника — символами Зевса и Аполлона, но без атрибутов богини, присутствовавших ранее и впоследствии.
Преемником Клеона стал Дитевт.